# Théâtre d'Edgar
El Théâtre d'Edgar (Teatre d'Edgar, en català) és una sala d'espectacles teatrals ubicada al boulevard Edgar-Quinet (que li dona el nom) al barri de Montparnasse, a París. Va ser inaugurat el 1975 per Alain Mallet.
És una sala amb una capacitat per a vuitanta persones. Es va dedicar sobretot, en els seus incicis, a la descoberta d'escriptors, directors i actors. Al seu costat, hi ha el Café d'Edgar de mida una mica més petita i també va ser creada per Alain Mallet, el 1973.

## Estrenes
- 1994. Vive l'amour original de Bruno Druart
- 2012. Complétement givré(es) original de Leslie Bévillard.
- 2012. Ma voisine ne suce pas que de la glace, original de Jérémy Wulc.